# Onthophagus sparsulus
Onthophagus sparsulus är en skalbaggsart som beskrevs av Edmund Reitter 1893. Onthophagus sparsulus ingår i släktet Onthophagus och familjen bladhorningar. Inga underarter finns listade i Catalogue of Life.